# MPS Group Championships
El torneig de Ponte Vedra Beach, oficialment conegut com a MPS Group Championships, és una competició tennística professional que es disputa sobre terra batuda al Sawgrass Country Club de Ponte Vedra Beach, Florida, Estats Units. Pertany als International Tournaments del circuit WTA femení des de l'any 2009.
El torneig es va crear l'any 1980 amb el nom Murjani WTA Championships i es va disputar al complex Amelia Island Plantation d'Amelia Island, Florida. Posteriorment també ha tingut els noms Lipton WTA Championships, Sunkist WTA Championships i Bausch & Lomb Championships. Quan aquest darrer patrocinador va cancel·lar el seu contracte, MPS Group va agafar el patrocini i va convèncer els organitzadors per traslladar la seu a Ponte Vedra Beach per atraure més espectadors i millora les instal·lacions.
Les tennistes Chris Evert, Martina Navrátilová, Steffi Graf, Gabriela Sabatini i Lindsay Davenport van aconseguir tres títols individuals. La tennista catalana Arantxa Sánchez Vicario, a part de dos títols individuals, va aconseguir sis títols de dobles amb sis parelles diferents.

## Palmarès

### Individual femení
| Any  | Campiona                    | Finalista               | Resultat         |
| ---- | --------------------------- | ----------------------- | ---------------- |
| 2010 | Caroline Wozniacki (2)      | Olga Govortsova         | 6−2, 7−5         |
| 2009 | Caroline Wozniacki          | Aleksandra Wozniak      | 6−1, 6−2         |
| 2008 | Maria Xaràpova              | Dominika Cibulková      | 7−6(7), 6−3      |
| 2007 | Tatiana Golovin             | Nàdia Petrova           | 6−2, 6−1         |
| 2006 | Nàdia Petrova               | Francesca Schiavone     | 6 4, 6−4         |
| 2005 | Lindsay Davenport (3)       | Silvia Farina Elia      | 7−5, 7−5         |
| 2004 | Lindsay Davenport           | Amélie Mauresmo         | 6−4, 6−4         |
| 2003 | Ielena Deméntieva           | Lindsay Davenport       | 4−6, 7−5, 6−3    |
| 2002 | Venus Williams              | Justine Henin           | 2−6, 7−5, 7−6(5) |
| 2001 | Amélie Mauresmo             | Amanda Coetzer          | 6−4, 7−5         |
| 2000 | Monica Seles (2)            | Conchita Martínez       | 6−3, 6−2         |
| 1999 | Monica Seles                | Ruxandra Dragomir Ilie  | 6−2, 6−3         |
| 1998 | Mary Pierce                 | Conchita Martínez       | 6−7(8), 6−0, 6−2 |
| 1997 | Lindsay Davenport           | Mary Pierce             | 6−2, 6−3         |
| 1996 | Irina Spîrlea               | Mary Pierce             | 6−7, 6−4, 6−3    |
| 1995 | Conchita Martínez           | Gabriela Sabatini       | 6−1, 6−4         |
| 1994 | Arantxa Sánchez Vicario (2) | Gabriela Sabatini       | 6−1, 6−4         |
| 1993 | Arantxa Sánchez Vicario     | Gabriela Sabatini       | 6−2, 5−7, 6−2    |
| 1992 | Gabriela Sabatini (3)       | Steffi Graf             | 6−2, 1−6, 6−3    |
| 1991 | Gabriela Sabatini           | Steffi Graf             | 7−5, 7−6         |
| 1990 | Steffi Graf (3)             | Arantxa Sánchez Vicario | 6−1, 6−0         |
| 1989 | Gabriela Sabatini           | Steffi Graf             | 3−6, 6−3, 7−5    |
| 1988 | Martina Navrátilová (3)     | Gabriela Sabatini       | 6−0, 6−2         |
| 1987 | Steffi Graf                 | Hana Mandlíková         | 6−3, 6−4         |
| 1986 | Steffi Graf                 | Claudia Kohde-Kilsch    | 6−4, 5−7, 7−6    |
| 1985 | Zina Garrison               | Chris Evert             | 6−4, 6−3         |
| 1984 | Martina Navrátilová         | Chris Evert             | 6−2, 6−0         |
| 1983 | Chris Evert (3)             | Carling Bassett-Seguso  | 6−3, 2−6, 7−5    |
| 1982 | Chris Evert                 | Andrea Jaeger           | 6−3, 6−1         |
| 1981 | Chris Evert                 | Martina Navrátilová     | 6−0, 6−0         |
| 1980 | Martina Navrátilová         | Hana Mandlíková         | 5−7, 6−3, 6−2    |

### Doble femení
| Any  | Campiones                                          | Finalistes                                       | Resultat                   |
| ---- | -------------------------------------------------- | ------------------------------------------------ | -------------------------- |
| 2010 | Bethanie Mattek-Sands · Yan Zi                     | Chuang Chia-jung · Peng Shuai                    | 4−6, 6−4, [10−8]           |
| 2009 | Chuang Chia-jung · Sania Mirza                     | Kveta Peschke · Lisa Raymond                     | 6−3, 4−6, [10−7]           |
| 2008 | Bethanie Mattek · Vladimíra Uhlířová               | Viktória Azàrenka · Ielena Vesninà               | 6−3, 6−1                   |
| 2007 | Mara Santangelo · Katarina Srebotnik               | Anabel Medina Garrigues · Virginia Ruano Pascual | 6−3, 7−6(4)                |
| 2006 | Shinobu Asagoe · Katarina Srebotnik                | Liezel Huber · Sania Mirza                       | 6−2, 6−4                   |
| 2005 | Bryanne Stewart · Samantha Stosur                  | Květa Peschke · Patty Schnyder                   | 6−4, 6−2                   |
| 2004 | Nàdia Petrova · Meghann Shaughnessy                | Myriam Casanova · Alicia Molik                   | 3−6, 6−2, 7−5              |
| 2003 | Lindsay Davenport · Lisa Raymond                   | Virginia Ruano Pascual · Paola Suárez            | 7−5, 6−2                   |
| 2002 | Daniela Hantuchová · Arantxa Sánchez Vicario       | María Emilia Salerni · Åsa Svensson              | 6−4, 6−2                   |
| 2001 | Conchita Martínez · Patricia Tarabini (2)          | Martina Navrátilová · Arantxa Sánchez Vicario    | 6−4, 6−2                   |
| 2000 | Final suspesa per la pluja                         | Final suspesa per la pluja                       | Final suspesa per la pluja |
| 1999 | Conchita Martínez · Patricia Tarabini              | Lisa Raymond · Rennae Stubbs                     | 7−5, 0−6, 6−4              |
| 1998 | Sandra Cacic · Mary Pierce                         | Barbara Schett · Patty Schnyder                  | 7−6, 4−6, 7−6              |
| 1997 | Lindsay Davenport · Jana Novotná                   | Nicole Arendt · Manon Bollegraf                  | 6−3, 6−0                   |
| 1996 | Chanda Rubin · Arantxa Sánchez Vicario             | Meredith McGrath · Larisa Savchenko Neiland      | 6−1, 6−1                   |
| 1995 | Amanda Coetzer · Inés Gorrochategui                | Nicole Arendt · Manon Bollegraf                  | 6−2, 3−6, 6−2              |
| 1994 | Larisa Savchenko Neiland · Arantxa Sánchez Vicario | Amanda Coetzer · Inés Gorrochategui              | 6−2, 6−7, 6−4              |
| 1993 | Manuela Maleeva Fragniere · Leila Meskhi           | Amanda Coetzer · Inés Gorrochategui              | 3−6, 6−3, 6−4              |
| 1992 | Arantxa Sánchez Vicario · Natasha Zvereva          | Zina Garrison Jackson · Jana Novotná             | 6−1, 6−0                   |
| 1991 | Arantxa Sánchez Vicario · Helena Suková            | Mercedes Paz · Natasha Zvereva                   | 4−6, 6−2, 6−2              |
| 1990 | Mercedes Paz · Arantxa Sánchez Vicario             | Regina Kordová · Andrea Temesvari                | 7−6, 6−4                   |
| 1989 | Larisa Savchenko Neiland · Natasha Zvereva         | Martina Navrátilová · Pam Shriver                | 7−6, 2−6, 6−1              |
| 1988 | Zina Garrison Jackson · Eva Pfaff                  | Katrina Adams · Penny Barg-Mager                 | 4−6, 6−2, 7−6              |
| 1987 | Steffi Graf · Gabriela Sabatini                    | Hana Mandlíková · Wendy Turnbull                 | 3−6, 6−3, 7−5              |
| 1986 | Claudia Kohde-Kilsch · Helena Suková               | Gabriela Sabatini · Catherine Tanvier            | 6−2, 5−7, 7−6              |
| 1985 | Rosalyn Fairbank · Hana Mandlíková                 | Carling Bassett-Seguso · Chris Evert             | 6−1, 2−6, 6−2              |
| 1984 | Kathy Jordan · Anne Smith (2)                      | Anne Hobbs · Mima Jaušovec                       | 6−4, 4−6, 6−4              |
| 1983 | Candy Reynolds · Rosalyn Fairbank                  | Virginia Ruzici · Hana Mandlíková                | 6−4, 6−2                   |
| 1982 | Leslie Allen · Mima Jaušovec                       | Barbara Potter · Sharon Walsh                    | 6−1, 7−5                   |
| 1981 | Kathy Jordan · Anne Smith                          | Joanne Russell · Pam Shriver                     | 6−3, 5−7, 7−6              |
| 1980 | Rosemary Casals · Ilana Kloss                      | Kathy Jordan · Pam Shriver                       | 7−6, 7−6                   |